# Power electronics
Power Electronics je hudební žánr.
Název "power electronics" vymyslel, v rámci recenzí na album od Whitehouse - Psychopathia Sexualis, pro tento styl William Bennett.
Tento styl je spojován s počátky industrialní hudební scény, ale později se více ztotožnil s noisem.
Pro power electronics jsou typické skřípavé a vysokofrekvenční zvuky, analogové syntetizátory a distorze. Tento styl často obsahuje nenávistné a urážlivé texty, které jsou presentovány ječením a křičením.
Power electronics je hluboce atonální, neexistují zde žádné klasické melodie nebo rytmy.

## Umělci
- Anenzephalia
- Brighter Death Now
- Con-Dom
- Consumer Electronics
- Genocide Organ
- Institution D.O.L.
- Navicon Torture Technologies
- Prurient
- Sektion B
- Sutcliffe Jügend
- The Grey Wolves
- Wertham
- Whitehouse

## Vydavatelství
- Come Organisation
- Broken Flag
- Freak Animal
- Hospital Productions
- Iphar
- Steinklang Industries
- Susan Lawly